# Sauge
Sauge – gmina (niem. Einwohnergemeinde) w północno-zachodniej Szwajcarii, w kantonie Berno, w regionie administracyjnym Berner Jura, w okręgu Berner Jura. 31 grudnia 2022 roku liczyła 826 mieszkańców. Powstała 1 stycznia 2014 z połączenia gmin Plagne oraz Vauffelin. 

## Demografia
Na dzień 31 grudnia 2020 obcokrajowcy stanowili 13,3% ogółu mieszkańców.

## Transport
Przez teren gminy przebiega autostrada A16.